# Asiobaetodes eloi
Asiobaetodes eloi is een haft uit de familie Baetidae. De wetenschappelijke naam van de soort is voor het eerst geldig gepubliceerd in 2012 door Gattolliat.
De soort komt voor in het Oriëntaals gebied.